# پل سه‌گانه
پل سه‌گانه (اسلوونیایی: Tromostovje، در منابع قدیمی‌تر نیز Tromostje) شامل سه پل است که رودخانه لیوبلیانیسا در لیوبلیانا، پایتخت اسلوونی را می‌پوشاند. این پل شهر تاریخی قرون وسطایی در ساحل جنوب شرقی را به میدان مرکزی میدان پرشرن در ساحل شمال غربی متصل می‌کند. این پل با قدمت به قرن سیزدهم، به عنوان قدیمی‌ترین پل در لیوبلیانا شناخته می‌شود. در اوایل دهه ۱۹۳۰، معمار یوژه پلجنیک آن را بازطراحی و گسترش داد. در آگوست ۲۰۲۱، پل سه‌گانه به عنوان بخشی از میراث جاودانه پلچنیک به فهرست میراث جهانی یونسکو اضافه شد.